# EC Macapá
Der Esporte Clube Macapá, in der Regel nur kurz Macapá genannt, ist ein Fußballverein aus Macapá im brasilianischen Bundesstaat Amapá.
Aktuell spielt der Verein in der Staatsmeisterschaft von Amapá.

## Erfolge
- Staatsmeisterschaft von Amapá

1944, 1946, 1947, 1948, 1954, 1955, 1956, 1957, 1958, 1959, 1969, 1974, 1978, 1980, 1981, 1986, 1991
- Torneio de Integração da Amazônia: 1975

## Stadion

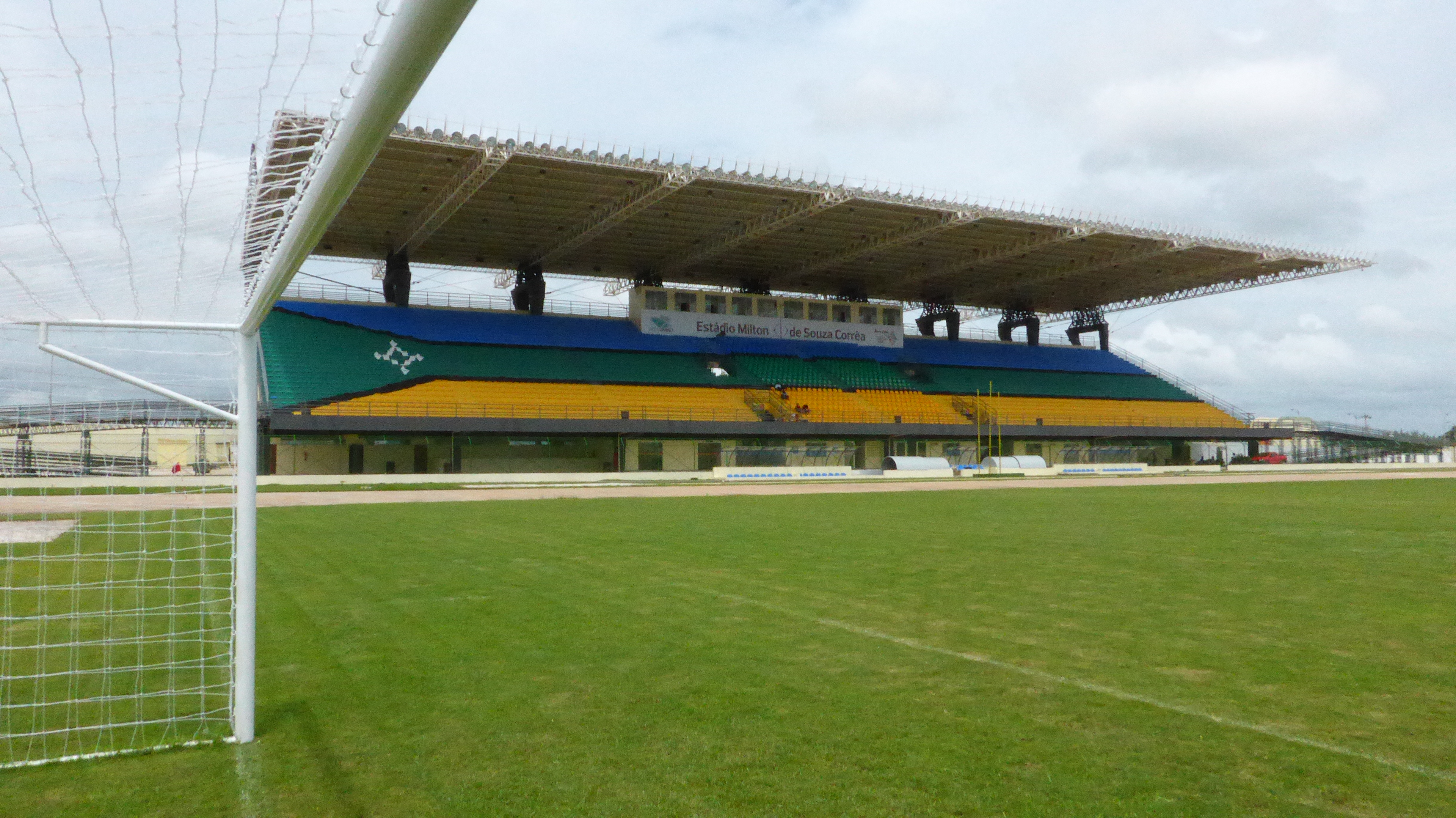
Estádio Milton Corrêa

Der Verein trägt seine Heimspiele im Estádio Milton Corrêa, ehemals Estádio Ayrton Senna, auch unter dem Namen Zerão bekannt, in Macapá aus. Das Stadion hat ein Fassungsvermögen von 13.680 Personen.